# Камень (Рогачёвский район)
Камень (бел. Камень) — посёлок в Гадиловичском сельсовете Рогачёвского района Гомельской области Беларуси.

## География

### Расположение
В 16 км на юго-восток от районного центра и железнодорожной станции Рогачёв (на линии Могилёв — Жлобин), 104 км от Гомеля.

### Гидрография
На реке Углянка (приток реки Днепр).

## Транспортная сеть
Рядом автодорога Химы — Гадиловичи. Планировка состоит из прямолинейной улицы, близкой к меридиональной ориентации (вдоль реки), застроенной односторонне деревянными усадьбами.

## История
Согласно письменным источникам известен с XIX века Упоминается под 1858 года как селение в Рогачёвском уезде Могилёвской губернии. Наиболее активная застройка велась в 1920-е годы. В 1931 году жители вступили в колхоз. Во время Великой Отечественной войны в декабре 1943 года оккупанты сожгли 17 дворов убили жителя. 10 жителей погибли на фронте. Согласно переписи 1959 года в составе колхоза «Советская Беларусь» (центр — деревня Гадиловичи).

## Население

### Численность
- 2019 год — 9 жителей.

### Динамика
- 1940 год — 20 дворов, 120 жителей.
- 1959 год — 113 жителей (согласно переписи).
- 2004 год — 15 хозяйств, 22 жителя.
- 2019 год — 9 жителей.